# David Miller (velista)
David Denton, detto Miller (Vancouver, 18 settembre 1943), è un velista canadese, vincitore della medaglia di bronzo nel soling ai Giochi olimpici di Monaco di Baviera 1972 insieme a John Ekels e Paul Cote.
Durante la sua carriera ha partecipato a Tokyo 1964 nella categoria star, classificandosi settimo, e a Città del Messico 1968 nella categoria dragone, dove è arrivato ai piedi del podio.
Vanta anche due successi alla Admiral's Cup.
Il 3 ottobre 2021 è stato introdotto nella Hall of Fame canadese della vela.

## Palmarès
- Giochi olimpici

Monaco di Baviera 1972: bronzo nel soling.